# Санно-бобслейна траса в Сігулді
57°09′08″ пн. ш. 24°50′19″ сх. д. / 57.152211° пн. ш. 24.838586° сх. д.
Сигулдська санно-бобслейна траса (Латвія, Сігулда, вул. Швейцес, 13) - траса зі штучним льодовим покриттям. Побудована в 1986 році і передбачена як для бобслею, так і для санного спорту. Для створення складних віражів, необхідних саночникам, траса з самого початку не була призначена для бобслейних екіпажів-четвірок, що вимагають більш широких віражів. Після закриття траси в Мелеуз і до введення в дію трас в Парамонова і Сочі Сигулдська траса була єдиною трасою в Східній Європі.
Загальна довжина траси (з гальмівним шляхом) 1420 м, складається з 16 віражів. Довжина траси для чоловічого старту 1200 м, жіночого 1000 м. Перепад висот на трасі від чоловічого старту до фінішу складає 121 м. Висота естакади чоловічого старту 19 м. Максимальний ухил траси - 15%. Максимальна швидкість на трасі - 125 км / ч (між 14 і 15 віражами).
У 2003 році на трасі був проведений чемпіонат світу з санного спорту.
Сигулдська санно-бобслейна траса є державним товариством з обмеженою відповідальністю (VSIA Bobsleja un kamaniņu trase «Sigulda»).
Директор траси - Дайніс Дукурс, батько і тренер братів- скелетоніст Мартіньш і Томаса Дукурс .
У 2010 році проведена реконструкція траси, після якої траса може використовуватися і для бобслейних екіпажів-четвірок.